# CONCACAF Central American Cup 2023
Der CONCACAF Central American Cup 2023 war die erste Austragung des Wettbewerbs für zentralamerikanische Vereinsmannschaften. Das Turnier begann am 1. August mit dem ersten Spieltag der Gruppenphase und endete mit den Finalspielen am 28. November und 5. Dezember 2023.
Der costa-ricanische Verein LD Alajuelense gewann den Wettbewerb durch einen 4:1-Gesamtsieg in den Finalspielen gegen Real Estelí aus Nicaragua. Damit qualifizierten sich die beiden zusammen mit den zwei unterlegenen Halbfinalisten und den zwei Play-in-Siegern für den CONCACAF Champions Cup 2024. Torschützenkönig wurde der Argentinier Agustín Auzmendi von CD Motagua mit sieben Toren. Zum besten Spieler des Wettbewerbs wurde der Costa-Ricaner Aarón Suárez ernannt.

## Modus
Am Central American Cup 2023 nahmen 20 Vereine aus allen sieben zentralamerikanischen Ländern teil. Der Wettbewerb bestand aus einer Gruppenphase und einer anschließenden Finalrunde. In der Gruppenphase wurden die Mannschaften auf vier Gruppen mit jeweils fünf Teams verteilt. Innerhalb der Gruppen wurde eine Einfachrunde ausgespielt, bei der jeder Verein zwei Heim- und zwei Auswärtsspiele hatte. Die beiden besten Mannschaften jeder Gruppe erreichten die Finalrunde.
In der Finalrunde wurde vom Viertelfinale bis einschließlich des Finals jede Runde mit Hin- und Rückspiel gespielt. Stand es nach beiden Spielen Unentschieden wurde die Auswärtstorregel angewendet. Im Viertel- und Halbfinale folgte danach gleich das Elfmeterschießen, während in der Play-in-Runde und im Finale erst noch eine Verlängerung ausgespielt wurde.

## Teilnehmerfeld
Für den Wettbewerb qualifizierten sich die folgenden 20 Mannschaften. Honduras und Costa Rica erhielten für ihr Abschneiden an der CONCACAF League 2022 je einen weiteren Platz zugesprochen.
| - Costa Rica (Primera División 2022/23) - CD Saprissa - CS Herediano - LD Alajuelense - CS Cartaginés - Honduras (Liga Nacional 2022/23) - CD Olimpia - Olancho FC - Real España - CD Motagua - El Salvador (Primera División 2022/23) - CD FAS - Jocoro FC - CD Águila |  | - Guatemala (Liga Nacional 2022/23) - Cobán Imperial - Club Xelajú MC - CSD Comunicaciones - Panama (Liga Panameña 2022/23) - CA Independiente - Sporting San Miguelito - CD Universitario - Nicaragua (Primera División 2022/23) - Real Estelí - Diriangén FC - Belize (Premier League 2022/23) - Verdes FC |

## Gruppenphase
Die Auslosung fand am 8. Juni 2023 in Miami statt. Die 20 Mannschaften wurden nach ihrer Platzierung im CONCACAF Club Ranking von Mai 2023 auf fünf Lostöpfe verteilt und anschließend in vier Gruppen mit je fünf Teams gelost. Dabei durften höchstens zwei Vereine aus demselben Land in eine Gruppe gelost werden.
Die Gruppenersten und -zweiten qualifizierten sich für das Viertelfinale, die Dritt-, Viert- und Fünftplatzierten schieden aus dem Wettbewerb aus. Bei Punktgleichheit zweier oder mehrerer Mannschaften wurde die Platzierung durch folgende Kriterien ermittelt:
1. Tordifferenz aus allen Gruppenspielen
2. Anzahl Tore in allen Gruppenspielen
3. Anzahl Punkte im direkten Vergleich
4. Tordifferenz im direkten Vergleich
5. Anzahl Tore im direkten Vergleich
6. Niedrigere Anzahl Punkte durch Gelbe und Rote Karten (Gelbe Karte 1 Punkt, Gelb-Rote Karte 3 Punkte, Rote Karte 4 Punkte, Gelbe Karte auf die eine direkte Rote Karte folgt 5 Punkte)
7. Losziehung

### Gruppe A
| Pl. | Verein           | Sp. | S | U | N | Tore    | Diff. | Punkte |
| --- | ---------------- | --- | - | - | - | ------- | ----- | ------ |
| 1.  | CD Saprissa      | 4   | 3 | 1 | 0 | 010:000 | +10   | 10     |
| 2.  | CS Cartaginés    | 4   | 2 | 1 | 1 | 008:300 | +5    | 07     |
| 3.  | CD Universitario | 4   | 1 | 3 | 0 | 006:300 | +3    | 06     |
| 4.  | Cobán Imperial   | 4   | 1 | 1 | 2 | 004:700 | −3    | 04     |
| 5.  | Jocoro FC        | 4   | 0 | 0 | 4 | 002:170 | −15   | 0      |

| 1. August 2023   |     |                                                                         |
| Jocoro FC        | 1:4 | Cobán Imperial \| Estadio Olímpico Metropolitano (in San Pedro Sula)    |
| 3. August 2023   |     |                                                                         |
| CD Saprissa      | 1:0 | CS Cartaginés \| Estadio Ricardo Saprissa Aymá                          |
| 8. August 2023   |     |                                                                         |
| Cobán Imperial   | 0:0 | CD Universitario \| Estadio Doroteo Guamuch Flores (in Guatemala-Stadt) |
| 10. August 2023  |     |                                                                         |
| Jocoro FC        | 0:4 | CD Saprissa \| Estadio Olímpico Metropolitano (in San Pedro Sula)       |
| 15. August 2023  |     |                                                                         |
| CD Universitario | 4:1 | Jocoro FC \| Estadio Universitario                                      |
| Cobán Imperial   | 0:2 | CS Cartaginés \| Estadio Doroteo Guamuch Flores (in Guatemala-Stadt)    |
| 22. August 2023  |     |                                                                         |
| CS Cartaginés    | 5:0 | Jocoro FC \| Estadio José Rafael Meza Ivankovich                        |
| 23. August 2023  |     |                                                                         |
| CD Universitario | 0:0 | CD Saprissa \| Estadio Universitario                                    |
| 29. August 2023  |     |                                                                         |
| CD Saprissa      | 5:0 | Cobán Imperial \| Estadio Ricardo Saprissa Aymá                         |
| CS Cartaginés    | 2:2 | CD Universitario \| Estadio José Rafael Meza Ivankovich                 |

### Gruppe B
| Pl. | Verein           | Sp. | S | U | N | Tore    | Diff. | Punkte |
| --- | ---------------- | --- | - | - | - | ------- | ----- | ------ |
| 1.  | CA Independiente | 4   | 3 | 1 | 0 | 011:300 | +8    | 10     |
| 2.  | Real Estelí      | 4   | 3 | 0 | 1 | 005:200 | +3    | 09     |
| 3.  | CD Olimpia       | 4   | 2 | 1 | 1 | 007:400 | +3    | 07     |
| 4.  | Club Xelajú MC   | 4   | 1 | 0 | 3 | 003:700 | −4    | 03     |
| 5.  | CD FAS           | 4   | 0 | 0 | 4 | 003:130 | −10   | 0      |

| 1. August 2023   |     |                                                              |
| Real Estelí      | 1:0 | Club Xelajú MC \| Estadio Independencia                      |
| 2. August 2023   |     |                                                              |
| CD Olimpia       | 1:1 | CA Independiente \| Estadio Nacional de Tegucigalpa          |
| 8. August 2023   |     |                                                              |
| Real Estelí      | 1:0 | CD Olimpia \| Estadio Independencia                          |
| 9. August 2023   |     |                                                              |
| Club Xelajú MC   | 2:1 | CD FAS \| Estadio Pensativo (in Antigua Guatemala)           |
| 15. August 2023  |     |                                                              |
| CD FAS           | 0:2 | Real Estelí \| Estadio Las Delicias (in Santa Tecla)         |
| 16. August 2023  |     |                                                              |
| Club Xelajú MC   | 1:3 | CA Independiente \| Estadio Pensativo (in Antigua Guatemala) |
| 22. August 2023  |     |                                                              |
| CA Independiente | 2:1 | Real Estelí \| Estadio Rommel Fernández (in Panama-Stadt)    |
| CD FAS           | 2:4 | CD Olimpia \| Estadio Las Delicias (in Santa Tecla)          |
| 29. August 2023  |     |                                                              |
| CD Olimpia       | 2:0 | Club Xelajú MC \| Estadio Nacional de Tegucigalpa            |
| CA Independiente | 5:0 | CD FAS \| Estadio Rommel Fernández (in Panama-Stadt)         |

### Gruppe C
| Pl. | Verein             | Sp. | S | U | N | Tore    | Diff. | Punkte |
| --- | ------------------ | --- | - | - | - | ------- | ----- | ------ |
| 1.  | CS Herediano       | 4   | 3 | 1 | 0 | 008:400 | +4    | 10     |
| 2.  | CSD Comunicaciones | 4   | 3 | 0 | 1 | 009:400 | +5    | 09     |
| 3.  | Real España        | 4   | 1 | 1 | 2 | 006:600 | ±0    | 04     |
| 4.  | CD Águila          | 4   | 1 | 0 | 3 | 002:900 | −7    | 03     |
| 5.  | Diriangén FC       | 4   | 0 | 2 | 2 | 001:300 | −2    | 02     |

| 2. August 2023     |     |                                                             |
| CSD Comunicaciones | 3:1 | Real España \| Estadio Doroteo Guamuch Flores               |
| 3. August 2023     |     |                                                             |
| Diriangén FC       | 1:1 | CS Herediano \| Estadio Cacique Diriangén                   |
| 9. August 2023     |     |                                                             |
| CS Herediano       | 2:0 | CD Águila \| Estadio Alejandro Morera Soto (in Alajuela)    |
| 10. August 2023    |     |                                                             |
| Diriangén FC       | 0:1 | CSD Comunicaciones \| Estadio Cacique Diriangén             |
| 16. August 2023    |     |                                                             |
| CS Herediano       | 3:2 | Real España \| Estadio Nacional de Costa Rica (in San José) |
| 17. August 2023    |     |                                                             |
| CD Águila          | 1:0 | Diriangén FC \| Estadio Las Delicias (in Santa Tecla)       |
| 23. August 2023    |     |                                                             |
| CD Águila          | 1:4 | CSD Comunicaciones \| Estadio Las Delicias (in Santa Tecla) |
| 24. August 2023    |     |                                                             |
| Real España        | 0:0 | Diriangén FC \| Estadio Olímpico Metropolitano              |
| 30. August 2023    |     |                                                             |
| Real España        | 3:0 | CD Águila \| Estadio Olímpico Metropolitano                 |
| CSD Comunicaciones | 1:2 | CS Herediano \| Estadio Doroteo Guamuch Flores              |

### Gruppe D
| Pl. | Verein                 | Sp. | S | U | N | Tore    | Diff. | Punkte |
| --- | ---------------------- | --- | - | - | - | ------- | ----- | ------ |
| 1.  | LD Alajuelense         | 4   | 4 | 0 | 0 | 010:100 | +9    | 12     |
| 2.  | CD Motagua             | 4   | 3 | 0 | 1 | 009:500 | +4    | 09     |
| 3.  | Sporting San Miguelito | 4   | 2 | 0 | 2 | 006:300 | +3    | 06     |
| 4.  | Olancho FC             | 4   | 1 | 0 | 3 | 003:600 | −3    | 03     |
| 5.  | Verdes FC              | 4   | 0 | 0 | 4 | 002:150 | −13   | 0      |

| 1. August 2023         |     |                                                                            |
| LD Alajuelense         | 1:0 | Olancho FC \| Estadio Alejandro Morera Soto                                |
| 2. August 2023         |     |                                                                            |
| Verdes FC              | 0:5 | CD Motagua \| FFB Field (in Belmopan)                                      |
| 8. August 2023         |     |                                                                            |
| Verdes FC              | 0:3 | LD Alajuelense \| FFB Field (in Belmopan)                                  |
| 9. August 2023         |     |                                                                            |
| CD Motagua             | 2:0 | Sporting San Miguelito \| Estadio Nacional de Tegucigalpa                  |
| 16. August 2023        |     |                                                                            |
| Sporting San Miguelito | 4:0 | Verdes FC \| Estadio Rommel Fernández (in Panama-Stadt)                    |
| 17. August 2023        |     |                                                                            |
| CD Motagua             | 1:0 | Olancho FC \| Estadio Nacional de Tegucigalpa                              |
| 23. August 2023        |     |                                                                            |
| Olancho FC             | 3:2 | Verdes FC \| Estadio Nacional de Tegucigalpa (in Tegucigalpa)              |
| 24. August 2023        |     |                                                                            |
| Sporting San Miguelito | 0:1 | LD Alajuelense \| Estadio Rommel Fernández (in Panama-Stadt)               |
| 31. August 2023        |     |                                                                            |
| Olancho FC             | 0:2 | Sporting San Miguelito \| Estadio Nacional de Tegucigalpa (in Tegucigalpa) |
| LD Alajuelense         | 5:1 | CD Motagua \| Estadio Alejandro Morera Soto                                |

## Finalrunde

### Viertelfinale
Die Hinspiele wurden vom 26. bis zum 28. September, die Rückspiele vom 3. bis zum 5. Oktober 2023 ausgetragen.
|                    | Gesamt |                  | Hinspiel | Rückspiel |
| ------------------ | ------ | ---------------- | -------- | --------- |
| CS Cartaginés      | 1:6    | LD Alajuelense   | 1:3      | 0:3       |
| CSD Comunicaciones | 2:3    | CS Herediano     | 0:0      | 2:3       |
| Real Estelí        | 3:2    | CD Saprissa      | 1:0      | 2:2       |
| CD Motagua         | 1:3    | CA Independiente | 1:1      | 0:2       |

### Play-in-Runde
Die Hinspiele wurden am 24. und 25. Oktober, die Rückspiele am 31. Oktober und 1. November 2023 ausgetragen.
|               | Gesamt          |                    | Hinspiel | Rückspiel |
| ------------- | --------------- | ------------------ | -------- | --------- |
| CS Cartaginés | 2:2 (4:5 i. E.) | CSD Comunicaciones | 1:1      | 1:1 n. V. |
| CD Motagua    | 2:6             | CD Saprissa        | 2:2      | 0:4       |

### Halbfinale
Die Hinspiele wurden am 25. und 26. Oktober, die Rückspiele am 1. und 2. November 2023 ausgetragen.
|              | Gesamt          |                  | Hinspiel | Rückspiel |
| ------------ | --------------- | ---------------- | -------- | --------- |
| CS Herediano | 4:4 (4:5 i. E.) | LD Alajuelense   | 2:2      | 2:2       |
| Real Estelí  | 3:2             | CA Independiente | 1:0      | 2:2       |

### Finale
Das Hinspiel wurde am 28. November und das Rückspiel am 5. Dezember 2023 ausgetragen.
|             | Gesamt |                | Hinspiel | Rückspiel |
| ----------- | ------ | -------------- | -------- | --------- |
| Real Estelí | 1:4    | LD Alajuelense | 0:3      | 1:1       |

## Schiedsrichter
Die 58 Spiele wurden von 34 verschiedenen Schiedsrichtern aus 9 Ländern geleitet. Jeweils sechs Schiedsrichter stammten aus Guatemala und Honduras, je fünf aus Costa Rica und Mexiko, vier aus El Salvador, drei aus den USA und je zwei aus Kanada und Panama.
Für das Finale waren der Kanadier Pierre-Luc Lauzière (Hinspiel) und der Guatemalteke Julio Luna (Rückspiel) verantwortlich.
| Schiedsrichter        | Land                    | Spiele |     |   |    |
| --------------------- | ----------------------- | ------ | --- | - | -- |
| Iván Barton           | El Salvador             | 02     | 015 | 0 | 0  |
| Selvin Brown          | Honduras                | 02     | 012 | 0 | 0  |
| Víctor Cáceres        | Mexiko                  | 01     | 012 | 1 | 0  |
| Juan Gabriel Calderón | Costa Rica              | 04     | 018 | 0 | 0  |
| Raúl Castro           | Honduras                | 01     | 007 | 0 | 01 |
| Ismael Cornejo        | El Salvador             | 02     | 015 | 0 | 0  |
| Joe Dickerson         | Vereinigte Staaten      | 01     | 005 | 0 | 0  |
| Ismail Elfath         | Vereinigte Staaten      | 01     | 006 | 0 | 0  |
| Randy Encarnación     | Dominikanische Republik | 01     | 009 | 1 | 0  |
| Jefferson Escobar     | Honduras                | 01     | 007 | 1 | 0  |
| Mario Escobar         | Guatemala               | 02     | 007 | 0 | 04 |
| Adonai Escobedo       | Mexiko                  | 01     | 003 | 1 | 0  |
| Drew Fischer          | Kanada                  | 01     | 002 | 0 | 0  |
| Ignacio Fuentes       | Guatemala               | 01     | 002 | 0 | 0  |
| David Gómez           | Costa Rica              | 02     | 006 | 0 | 01 |
| Fernando Hernández    | Mexiko                  | 01     | 007 | 0 | 0  |
| Jaime Alfredo Herrera | El Salvador             | 01     | 002 | 0 | 0  |
| Pierre-Luc Lauzière   | Kanada                  | 03     | 009 | 0 | 01 |
| Bryan López           | Guatemala               | 03     | 016 | 0 | 01 |
| Walter López          | Guatemala               | 02     | 010 | 0 | 0  |
| Julio Luna            | Guatemala               | 04     | 018 | 0 | 01 |
| Filiberto Martínez    | El Salvador             | 02     | 010 | 1 | 0  |
| Said Martínez         | Honduras                | 03     | 018 | 0 | 01 |
| Melvin Matamoros      | Honduras                | 03     | 009 | 0 | 0  |
| Ricardo Montero       | Costa Rica              | 01     | 007 | 0 | 0  |
| Fernando Morón        | Panama                  | 01     | 006 | 0 | 01 |
| Marco Ortíz           | Mexiko                  | 01     | 004 | 0 | 03 |
| Benjamín Pineda       | Costa Rica              | 02     | 007 | 0 | 0  |
| Daniel Quintero       | Mexiko                  | 01     | 002 | 0 | 0  |
| Sergio Reyna          | Guatemala               | 01     | 003 | 0 | 0  |
| Nelson Salgado        | Honduras                | 02     | 016 | 1 | 01 |
| Josué Ugalde          | Costa Rica              | 01     | 003 | 0 | 0  |
| Rubiel Vazquez        | Vereinigte Staaten      | 01     | 003 | 0 | 0  |
| Oliver Vergara        | Panama                  | 02     | 009 | 0 | 0  |
| Gesamt                | Gesamt                  | 58     | 285 | 6 | 15 |